# 三(4-溴苯基)六氯锑酸铵
三(4-溴苯基)六氯锑酸铵是一种有机化合物，化学式为[(4-BrC6H4)3N]SbCl6。它俗称魔蓝（magic blue），是胺基自由基正离子的六氯锑酸盐。它是一种蓝色固体，可以与许多溶剂发生反应，但可溶于乙腈。它是有机化学和有机金属化学中常用的氧化剂，与二茂铁/二茂铁正离子（乙腈溶液）的还原电位为0.67 V，与二茂铁/二茂铁正离子（二氯甲烷溶液）的则是0.70 V。
阳离子含有平面胺，呈三叶螺旋桨结构。它与母体三苯胺几乎相同。它的弱配位阴离子是SbCl−
6，呈八面体。

## 相关化合物
- 魔绿，三(2,4-二溴苯基)六氯锑酸铵[4]